# Kaliwerk Glückauf-Sarstedt
Das stillgelegte Kaliwerk Glückauf-Sarstedt förderte Kalisalze aus dem nordwestlichen Teil des Salzstocks von Sarstedt. Es wurde nach seiner Stilllegung im Jahre 1925 über 60 Jahre lang als Reservebergwerk in förderfähigem Zustand erhalten. Dr. Rainer Slotta vom Deutschen Bergbaumuseum stufte die Tagesanlagen als herausragendes Industriedenkmal ein. Dennoch wurden alle Anlagen und Gebäude im Sommer 1987 abgebrochen.

## Geologie

### Die Entstehung des Salzstocks von Sarstedt
Der Salzstock von Sarstedt ist eine von etwa 200 bekannten Lagerstätten dieser Art in Norddeutschland. Die Salzschichten, aus denen dieser entstand, bildeten sich zur Zeit des Zechsteins vor etwa 260 Millionen Jahren, als Meerwasser in einem flachen Becken verdunstete. Später wurden die Salzschichten durch weitere Ablagerungen überdeckt und liegen heute in einer Teufe von circa 3000 m. Von einer Schwächezone des Grundgebirges aus haben die Salze die Hangendschichten des Buntsandsteins durchstoßen (→ Halokinese). Das Salz im oberen Teil des Salzstockes wurde durch das Grundwasser gelöst und fortgeschwemmt. Zurück blieben schwerlöslicher Anhydrit und Ton. Diese bildeten den sogenannten Gipshut über der eigentlichen Salzlagerstätte.

### Geographische Lage und Ausdehnung
Der Salzspiegel des Salzstockes Sarstedt, also die obere Begrenzung, liegt in einer Teufe zwischen 120 und 150 Metern. Der Salzstock erstreckt sich in einem Gebiet zwischen den Ortschaften Hasede, Groß Förste, Giesen, Ahrbergen, Sarstedt, Giften, Barnten, Rössing und Emmerke. Früher wurde angenommen, dass sich der Salzstock von Sarstedt bis Lehrte bei Hannover fortsetzt (Salzstock von Sarstedt-Sehnde). Bei Untersuchungen im nördlichen Bereich wurde aber nur Buntsandstein angetroffen, so dass wahrscheinlich keine Verbindung mit den Lagerstätten unter anderem der Kaliwerke Friedrichshall und Bergmannssegen-Hugo besteht.

### Mineralogie
Die Masse des Salzstocks bestand aus Steinsalz. Abgebaut wurden sowohl Sylvinit mit etwa 28 bis 35 % KCl, als auch Hartsalz mit durchschnittlich 18,6 % KCl.

## Geschichte und Technik

### Aufschlussgeschichte
Die Bergwerksgesellschaft Glückauf-Sarstedt wurde am 4. Juni 1903 gegründet. An der Spitze des Unternehmens standen als Geschäftsführer der Bergingenieur Karl Ermisch und als Prokurist Direktor Theodor Feise. Beide Personen standen in Verbindung mit dem Kaliwerk Friedrichshall in Sehnde. Die Gesellschaft besaß 1,57 km² an Berechtsamen in den Gemarkungen Sarstedt und Giften einschließlich zweier Grundstücke zum Bau der späteren Schachtanlagen. Im Jahr 1904 übernahm die Kaliwerke Friedrichshall AG alle Anteile an Glückauf-Sarstedt. Um zusätzliches Kapital zu beschaffen, wurden 1905 die Kaliwerke Sarstedt Aktiengesellschaft mit Sitz in Berlin gegründet. Gesellschafter wurden neben Friedrichshall die Deutsche Bank und der Schlesische Bankverein. Die Leitung hatten Dr. Carl Wilhelm Schmidt und Direktor Oskar Klauss aus Berlin. Letzterer war auch in der benachbarten Kali-Bohrgesellschaft Rössing-Barnten tätig.
Zur Erkundung der Lagerstätte wurden insgesamt fünf Tiefbohrungen niedergebracht. Das Steinsalz wurde in Teufen zwischen 122 und 129 Metern angetroffen, mehrere Kalilager lagen zwischen 129 und 655 Metern Teufe. Die Mächtigkeit schwankte zwischen 3 und 49 Metern. Unter den Kalivorkommen befanden sich Sylvin von 12 Metern und Hartsalze von 44 Metern Mächtigkeit.

### Schachtanlage Glückauf-Sarstedt

Schacht Glückauf-Sarstedt während des Abteufens 1907

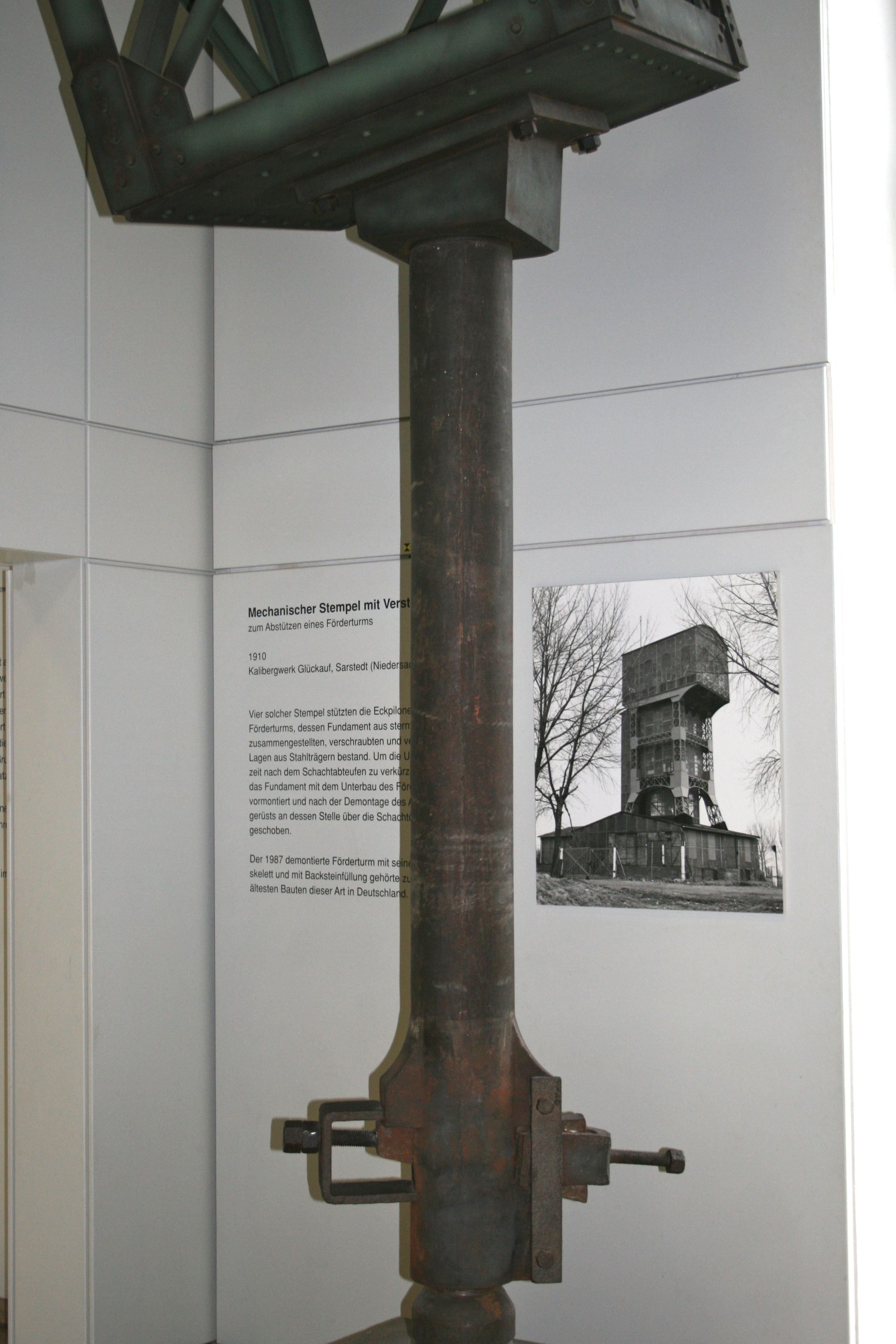
Hydraulikzylinder des abgerissenen Förderturms im Deutschen Bergbau-Museum in Bochum

Aufgrund der zufriedenstellenden Bohrergebnisse wurde der Schachtbau beschlossen. Die ersten Arbeiten begannen am 28. Dezember 1904. Der 4,98 Meter weite Schacht wurde an der Stelle der Bohrung V durch die Firma Haniel & Lueg aus Düsseldorf nach dem Kind-Chaudron-Verfahren bis zum Salzstock niedergebracht. Glückauf-Sarstedt war der letzte Schacht in Deutschland, der nach diesem Bohrverfahren abgebohrt wurde. Am 5. November 1907 stand der Schacht bei 172 Metern im Steinsalz und der Einbau der gusseisernen Tübbings konnte erfolgen. Das weitere Abteufen wurde in Eigenregie durchgeführt und Mitte Januar 1909 die geplante Endteufe von 750 Metern erreicht. Nach Vollendung des Schachtausbaus wurden die Füllörter und Sohlen bei 700 und 750 Metern aufgefahren. Die angesetzten Querschläge schlossen das Hartsalzlager und das Sylvinitlager mit einer mittleren Mächtigkeit von jeweils 4 bis 5 Metern auf. Die Tagesanlagen bestanden aus Förderturm mit Grubenlüftergebäude, Rohsalzmühle, Salzschuppen, Kaue, Kesselhaus und Kraftwerk, Werkstätten sowie einem Verwaltungsgebäude. Ein 2,3 km langer Gleisanschluss nach Sarstedt war bereits 1906 gelegt worden.
Ab Juni 1909 wurde mit dem planmäßigen Kaliabbau begonnen, bis zum Oktober wurden 9400 Tonnen Kainit und 900 Tonnen 20%iges Kalidüngesalz verschickt. Nach einer vorübergehenden Anerkennung im April 1909 trat das Kaliwerk Glückauf-Sarstedt am 7. Mai 1910 dem Deutschen Kalisyndikat bei. Die Beteiligung betrug 1,4 %.
Der Plan, eine eigene Chlorkaliumfabrik zu errichten, wurde verworfen, da es keine Möglichkeit gab, die dort entstehenden Salzabwässer abzuleiten. Der geplante zweite Schacht in Giften wurde ebenfalls nicht realisiert, hierfür fehlten ausreichende finanzielle Mittel. Um aber den bergrechtlichen Forderungen nach einem zweiten fahrbaren Ausgang zu entsprechen, wurde ein Vertrag mit dem Nachbarbergwerk Fürstenhall geschlossen. Der Durchschlag erfolgte auf der neu vorgerichteten 550-m-Sohle.
Die Aktien der Bergwerksgesellschaft Sarstedt kamen 1912 bei einer Transaktion in den Besitz der Gewerkschaften Neu-Staßfurt I und II. Nach deren Fusion mit den Kaliwerken Friedrichshall flossen die Aktien in das Gesamtvermögen ein. Nach Ende des Ersten Weltkriegs und zu Beginn der 1920er Jahre brach der Absatz an unaufbereiteten Kalisalzen ein. Ende 1923 waren nur noch 40 Bergleute beschäftigt. Nach einer kurzen konjunkturellen Besserung im Jahr 1924 entschloss man sich 1925 zur Betriebseinstellung des Kaliwerkes, da der Anteil am Deutschen Kalisyndikat für einen wirtschaftlichen Betrieb nicht ausreichend war. Die Förderquoten wurden den Werken Ronnenberg und Friedrichshall gutgeschrieben.
Im Zweiten Weltkrieg befand sich hier ein kleines Arbeitslager, in dem zwischen 25 und 40 Zwangsarbeiter jeden Tag in einen Käfig gesteckt und über 700 Meter tief in eine Salzmine hinabgelassen wurden. Die Zwangsarbeiter erhielten einmal pro Woche ein Stück Brot mit Marmelade.

### Nach der Stilllegung
Nach der offiziellen Fördereinstellung wurde das Kaliwerk offengehalten und sollte als Reservewerk für Friedrichshall und Ronnenberg dienen. Die Anlagen wurden in betriebsfähigem Zustand gehalten. Bis 1970 wurde konjunkturabhängig zeitweise Steinsalz gefördert und in der Saline Egestorfshall in Hannover-Badenstedt verarbeitet. Ab 1954 wurde gelegentlich auch etwas Kalisalz beigewonnen, das zur weiteren Verwertung in die Ronnenberger Fabrik gebracht wurde. In dieser Zeit behielt Glückauf-Sarstedt unverändert das Aussehen aus der Zeit vor dem Ersten Weltkrieg.
Die Kali + Salz AG kaufte das Bergwerk 1981 von der Kali Chemie zur Erweiterung ihres Kaliwerkes Siegfried-Giesen. Von der Schachtanlage Siegfried aus wurde 1983 eine Verbindung auf der 750-m-Sohle aufgefahren. Zu einer Wiederaufnahme des Abbaus im Feld Glückauf kam es jedoch nicht mehr, da 1987 die Förderung in Giesen eingestellt wurde. Noch im gleichen Jahr wurde das gesamte Schachtgelände abgeräumt. Die Schachtröhre selbst ist heute (2011) noch offen und gehört zum Reservebergwerk Siegfried-Giesen.
Die seit Anfang 2011 laufende Machbarkeitsstudie zur Wiederinbetriebnahme des Kaliwerk Siegfried-Giesen könnte bei positiver Entscheidung auch zu einer neuen aktiven Nutzung des Schachtes Glückauf-Sarstedt führen.

#### Der Förderturm

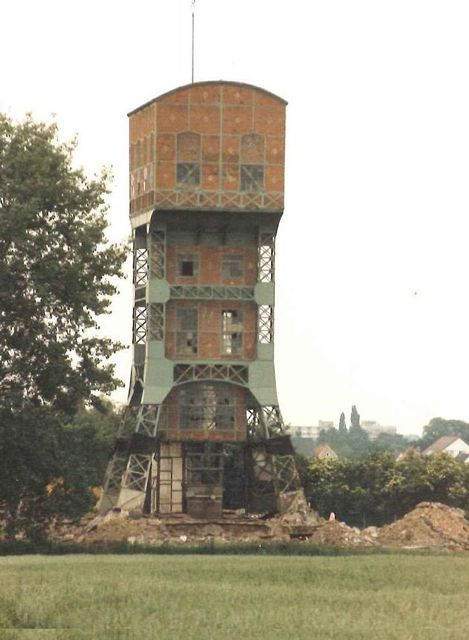
Förderturm während des Abbruchs im August 1987

Bei dem in den Jahren 1909/10 errichteten Förderturm der Schachtanlage Glückauf-Sarstedt handelte es sich um eine der ersten Turmförderanlagen in Deutschland und um das einzige Beispiel eines Hammerkopfturmes überhaupt im Kali- und Steinsalz-Bergbau. Die Fördermaschine stand nicht wie üblich in einem separaten Gebäude neben dem Schacht, wobei die Seile über ein Seilscheibengerüst aus der Horizontalen in den Schacht umgelenkt wurden, sondern in einem Maschinenhaus auf einer turmartigen Stützkonstruktion aus Stahl über dem Schacht. Die Bauweise orientierte sich am Schacht I der Grube Deutschland in Świętochłowice (Oberschlesien). Üblicherweise wurde eine Turmförderung dann gewählt, wenn ein Schacht auf dem Gelände einer vorhandenen Zeche abgeteuft wurde und Platzmangel bestand. In Sarstedt wurde das Vorhaben mit einer möglichst geringen Unterbrechung der Förderung während der Bauzeit begründet, die tatsächlich nur elf Tage betrug. Bemerkenswert war auch die Lagerung der Stützen auf Hydraulikzylindern, mit denen die Lage in der Senkrechten jederzeit ausgeglichen werden konnte. Leider wurde der Förderturm im August 1987 niedergelegt. Ein Hydraulikzylinder der Turmstützen ist im Deutschen Bergbau-Museum als Erinnerung an diese seltene und frühe Konstruktion ausgestellt.

## Heutiger Zustand (2011)
Das ehemalige Zechengelände liegt am Südrand von Sarstedt an der Glückaufstraße. Es sind keine erkennbaren Reste mehr erhalten. Der abgedeckte Schacht befindet sich innerhalb einer Umzäunung.
In Sarstedt stehen noch einige Wohnhäuser der Bergmannskolonie, z. B. in der Glückaufstraße und in der Giesener Straße.